# St. Cuthbert Wanderers
Die St. Cuthbert Wanderers sind ein schottischer Fußballverein aus Kirkcudbright, Dumfries and Galloway. Der Verein wurde im Jahr 1879 gegründet. Die erste Mannschaft trägt ihre Heimspiele im 2000 Plätze umfassenden St. Mary’s Park aus und spielt momentan in der South of Scotland Football League. Größte Erfolge des Vereins sind zwölf gewonnene Meisterschaften in der South of Scotland Football League sowie zahlreiche Teilnahmen am Scottish FA Cup. Der Verein ist nach dem heiligen Cuthbert von Lindisfarne benannt, der zugleich Patron von Kirkcudbright ist.

## Geschichte
Der Verein wurde im Jahr 1879 gegründet und gilt damit als einer ältesten Vereine aus der South of Scotland League. Gründer des Vereins waren mehrere Mitglieder der katholischen Kirchengemeinden St. Cuthbert und St. Andrew. Vor dem Gang zur Kirche an einem Sonntagmorgen im Jahr 1879 beschlossen rund sieben oder acht männliche Mitglieder der beiden Gemeinden, einen Fußballverein zu gründen. Darunter waren namentlich bekannt Michael Crossan, Tom Branney, William Flannigan, James Crossan, George Murphy und William Murray. Als erster Präsident wurde Robert McMonies gewählt ihm zur Seite wurde George Murphy als Sekretär und William Flannigan als Schatzmeister zur Seite gestellt. Der Mitgliedsbeitrag im ersten Jahr betrug £3. Die Wanderers spielten ihre ersten Pflichtspiele im Jahr 1881 im Churchill Cup und ab dem Jahr 1889 im Law Cup. Im Jahr 1892 wurde der St. Cuthbert Cup organisiert. Die  Wanderers waren die erste Mannschaft aus dem südlichen Schottland die eine organisierte Liga-Meisterschaft gewann, die Stewartry League 1895/96. In der Saison 1927/28 gewann das Team erstmals die South of Scotland Football League. Der auch als the Saints bekannte Verein spielte zum ersten Mal im Scottish FA Cup in der Saison 1924/25. Nach einem 5:0-Sieg über die Peebles Rovers im Wiederholungsspiel, erreichten sie dabei die zweite Runde. In der Saison 1938/39 spielten die Wanderers im Hampden Park gegen den FC Queen’s Park.

## Erfolge
- South of Scotland Football League (12):
  - 1927/28, 1928/29, 1934/35, 1935/36, 1936/37, 1954/55, 1956/57, 1958/59, 1970/71, 1973/74, 1980/81, 1995/96

- South of Scotland Cup (2):
  - 1925/26, 1926/27

- South of Scotland League Cup (8):
  - 1953/54, 1969/70, 1970/71, 1972/73, 1974/75, 1981/82, 1995/96, 2007/08

- Southern Counties Challenge Cup (5):
  - 1895/96, 1929/30, 1952/53, 1953/54, 1969/70